# 모라 존스턴

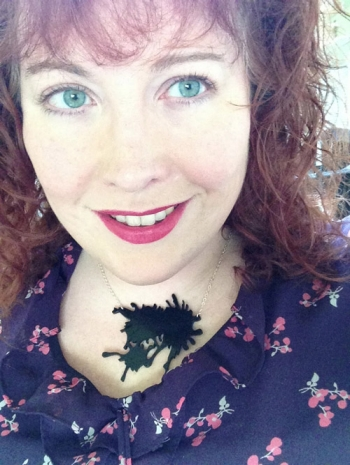
모라 존스턴의 사진. 2013년 촬영

모라 존스턴(영어: Maura Johnston, 1975년 5월 28일 ~ 현재)은 미국의 작가이자 편집장, 음악 비평가이다. 보스턴 칼리지의 저널리즘 학부에 소속되어 있었으며, 롤링 스톤, 보스턴 글로브, 피치포크, 디 올, 뉴욕 타임스, 스핀, 가디언 등에 글을 기고하였다. 또한 마돈나의 전기를 쓰고 있다.
존슨은 고커 미디어의 아이돌레이터의 창립 당시 편집자 중 한명이며, 2009년 11월까지 일을 하였다. 2011년 4월에는 빌리지 보이스의 음악 편집장이 되었으며, 2012년 9월까지 계속 일을 하였다. 2013년부터 2015년까지는 모라 매거진(Maura Magazine)을 발행하였다.
현재는 보스턴 칼리지에서 부교수로 재직중이며, 2010년부터 2013년까지는 뉴욕 대학교에서 학생을 가르치기도 하였다.
뉴욕의 힉스빌에서 살았던 존스턴은 노스웨스턴 대학교를 1997년에 졸업하였다.